# Fitchburg Longsjo Classic
La Fitchburg Longsjo Classic est une ancienne course cycliste par étapes américaine disputée autour de Fitchburg, dans le Massachusetts. La course masculine est créée en 1960 sous le nom de Longsjo Memorial Race. Elle rend hommage à Art Longsjo, habitant de Flitchburg qui a participé aux Jeux olympiques d'hiver en tant que patineur de vitesse et aux Jeux d'été en tant que cycliste. La course est renommée Fitchburg Longsjo Classic en 1990 par la fédération de cyclisme américaine (USCF). En 1999, une course féminine est créée. La Fitchburg Longsjo Classic faisait partie de l'USA Cycling National Racing Calendar.

## Palmarès

### Hommes
| Année     | Vainqueur                 | Deuxième                  | Troisième                 |
| --------- | ------------------------- | ------------------------- | ------------------------- |
| 1960      | Guy Morin                 |                           |                           |
| 1961      | Arnie Uhrlass             |                           |                           |
| 1962      | Richard Centori           |                           |                           |
| 1963      | Rob Parsons               |                           |                           |
| 1964      | Paul Ziak                 |                           |                           |
| 1965      | Franco Poutenzieri        |                           |                           |
| 1966      | Sam Watson                |                           |                           |
| 1967      | Giuseppe Marinoni         |                           |                           |
| 1968      | Robert Simpson            |                           |                           |
| 1969      | Jocelyn Lovell            |                           |                           |
| 1970      | Doug Dale                 |                           |                           |
| 1971      | Bobby Phillips            |                           |                           |
| 1972      | Giuseppe Marinoni         |                           |                           |
| 1973      | Steve Woznick             |                           |                           |
| 1974      | Bill Shook                |                           |                           |
| 1975      | Wayne Stetina             |                           |                           |
| 1976      | Tom Doughty               |                           |                           |
| 1977      | Wayne Stetina             |                           |                           |
| 1978      | Wayne Stetina             |                           |                           |
| 1979      | Tom Schuler               |                           |                           |
| 1980      | Bruce Donaghy             |                           |                           |
| 1981      | Steve Pyle                |                           |                           |
| 1982      | Alan McCormack (en)       |                           |                           |
| 1983      | Louis Garneau             |                           |                           |
| 1984      | Russ Williams             |                           |                           |
| 1985      | Jeff Slack                |                           |                           |
| 1986      | Patrick Liu               |                           |                           |
| 1987      | Roberto Gaggioli          |                           |                           |
| 1988      | Graeme Miller             |                           |                           |
| 1989      | Jeff Slack                |                           |                           |
| 1990      | Tom Post                  |                           |                           |
| 1991      | Davis Phinney             | Stephen Swart             | Paul McCormack            |
| 1992      | Lance Armstrong           | Darren Baker              | Stephen Swart             |
| 1993      | Davis Phinney             | Max Lawson                | Dirk Pohlmann             |
| 1994      | Frank McCormack           | Bobby Julich              | Tyler Hamilton            |
| 1995      | Mike Engleman             |                           |                           |
| 1996      | Tyler Hamilton            | Marty Jemison             | Chris Horner              |
| 1997      | John Peters               | Brian Walton              | Mark McCormack            |
| 1998      | Frank McCormack           | Trent Klasna              | Brian Walton              |
| 1999      | Bart Bowen                | Chris Wherry              | Sylvain Beauchamp         |
| 2000      | Henk Vogels               | Eddy Gragus               | Eric Wohlberg             |
| 2001      | Eric Wohlberg             | Adham Sbeih               | Scott Moninger            |
| 2002      | Chris Horner              |                           |                           |
| 2003      | Viktor Rapinski           | Chris Horner              | Michael Sayers            |
| 2004      | Mark McCormack            | William Frischkorn        | Mark Walters              |
| 2005      | Jonathan Page             | Dominique Perras          | Tim Larkin                |
| 2006      | Shawn Milne               | Heath Blackgrove          | Phil Zajicek              |
| 2007      | Jake Rytlewski            | Cameron Evans             | Alejandro Borrajo         |
| 2008      | Kyle Wamsley              | Justin Spinelli           | Ted King                  |
| 2009      | Zachary Bell              | Charles Dionne            | Tom Zirbel                |
| 2010      | David Veilleux            | Jay Robert Thomson        | Jeremy Vennell            |
| 2011-2012 | pas de course             | pas de course             | pas de course             |
| 2013      | Bobby Bailey              |                           |                           |
| 2014      | Cole Archambault          |                           |                           |
| 2015      | Kai Wiggins               | Sam Rosenholtz            | Drew Christopher          |
| 2016      | Curtis White              |                           |                           |
| 2017-2018 | pas de classement général | pas de classement général | pas de classement général |
| 2019      | Curtis White              | Kevin Goguen              | Madi Hartley-Brown        |

### Femmes
| Année     | Vainqueur                 | Deuxième                   | Troisième                 |
| --------- | ------------------------- | -------------------------- | ------------------------- |
| 1977      | Connie Carpenter-Phinney  |                            |                           |
| 1978      | Sue Novara                |                            |                           |
| 1979      | Mary Jane Reoch           |                            |                           |
| 1980      | Elisabeth Davis           |                            |                           |
| 1981      | Carol Varnier             |                            |                           |
| 1982      | Pamela Deem               |                            |                           |
| 1983      | Elisabeth Davis           |                            |                           |
| 1984      | Elizabeth Larsen          |                            |                           |
| 1985      | Jeannie Golay             |                            |                           |
| 1986      | Barbara Gradley           |                            |                           |
| 1987      | Beth Mills                |                            |                           |
| 1988      | Jessica Grieco            |                            |                           |
| 1989      | Lucy Tyler-Sharman        |                            |                           |
| 1990      | Susan Elias               |                            |                           |
| 1991      | Stephanie Roussos         |                            |                           |
| 1992      | Karen Mackin              |                            |                           |
| 1993      | Rebecca Twigg             | Eve Stephenson             | Jeannie Golay             |
| 1994      | Jacqueline Nelson         |                            |                           |
| 1995      | Kathryn Watt              | Rebecca Twigg              | Ann Samplonius            |
| 1996      | Lynn Nixon                | Tracey Gaudry-Watson       | Phyllis Hines             |
| 1997      | Giana Roberge-Goldberg    | Jacinta Coleman            | Elizabeth Emery           |
| 1998      | Deirdre Demet-Barry       | Elizabeth Emery            | Leigh Hobson              |
| 1999      | Lyne Bessette             | Genevieve Jeanson          | Linda Jackson             |
| 2000      | Lyne Bessette             | Tracey Gaudry-Watson       | Sarah Ulmer               |
| 2001      | Lyne Bessette             | Genevieve Jeanson          | Susan Palmer-Komar        |
| 2002      | Lyne Bessette             | Kimberley Bruckner-Baldwin | Clara Hughes              |
| 2003      | Katie Mactier             | Tina Pic                   | Heather Albert-Hall       |
| 2004      | Sue Palmer-Komar          | Tina Pic                   | Lynn Gaggioli-Brotzman    |
| 2005      | Sue Palmer-Komar          | Tina Pic                   | Dorothy Cowden-Bausch     |
| 2006      | Sarah Ulmer               | Heather Labance            | Laura Van Gilder          |
| 2007      | Geneviève Gauthier        |                            |                           |
| 2008      | Catherine Cheatley        | Kristin McGrath            | Robin Farina              |
| 2009      | Evelyn Stevens            | Alison Powers              | Jeannie Longo-Ciprelli    |
| 2010      | Catherine Cheatley        | Rushlee Buchanan           | Bronwyn Ryan              |
| 2011-2012 | pas de course             | pas de course              | pas de course             |
| 2013      | Amy Miner                 |                            |                           |
| 2014      | Amy Cutler                |                            |                           |
| 2015      | Leslie Timm               |                            |                           |
| 2016      | Ellen Noble               |                            |                           |
| 2017-2018 | pas de classement général | pas de classement général  | pas de classement général |
| 2019      | Emma White                | Leslie Lupien              | Anja Meichsner            |